# Kelemér
Kelemér ist eine ungarische Gemeinde im Kreis Putnok im Komitat Borsod-Abaúj-Zemplén.

## Geografische Lage
Kelemér liegt in Nordungarn, 39 Kilometer nordwestlich des Komitatssitzes Miskolc, sieben Kilometer nördlich der Kreisstadt Putnok, an dem Fluss Keleméri-patak, gut einen Kilometer von der Grenze zur Slowakei entfernt. Nachbargemeinden sind Gömörszőlős, Zádorfalva, Alsószuha und Serényfalva. Jenseits der Grenze liegt der slowakische Ort Neporadza.

## Sehenswürdigkeiten
- Mihály-Tompa-Denkmal
- Mihály-Tompa-Gedenkhaus

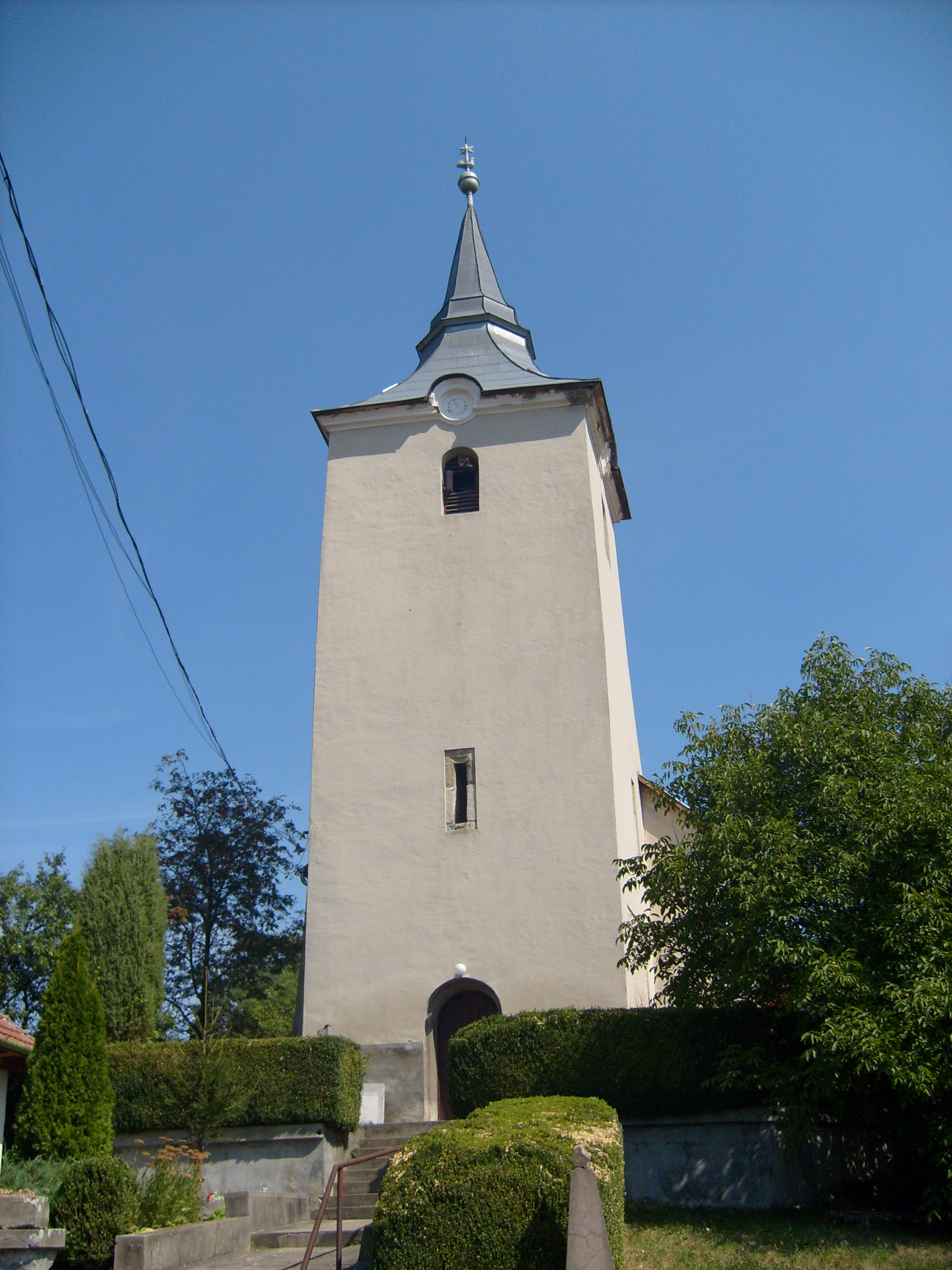
Reformierte Kirche
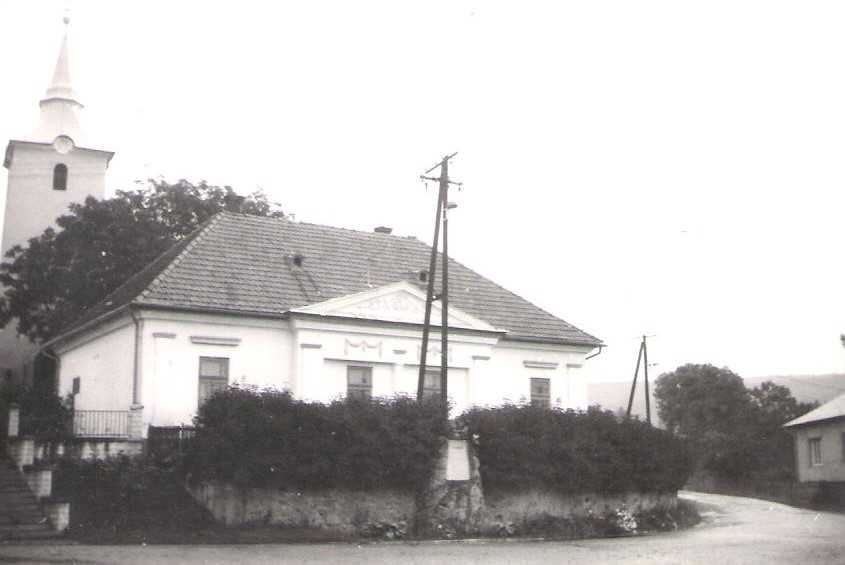
Mihály-Tompa-Gedenkhaus (1983)
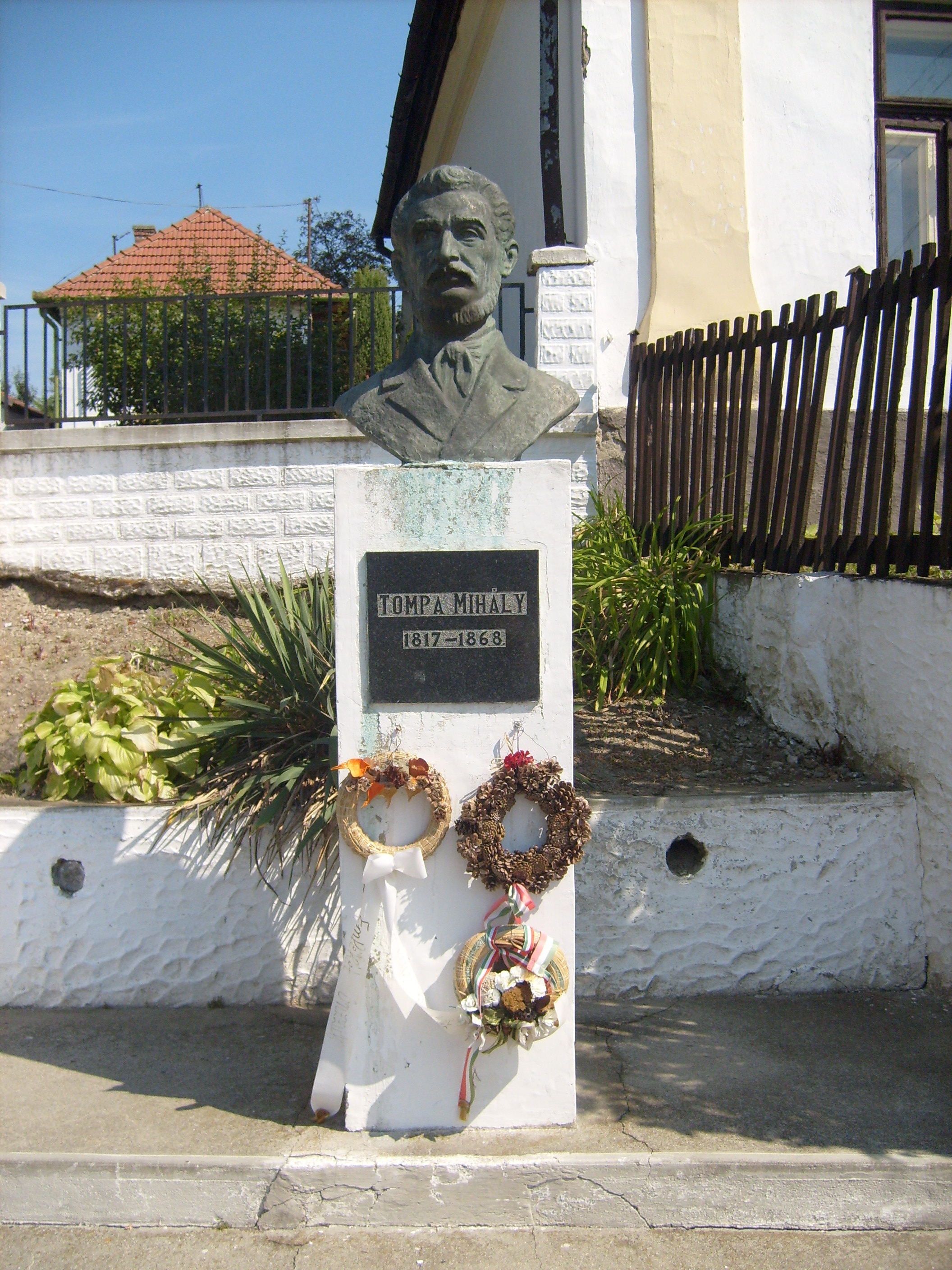
Mihály-Tompa-Denkmal

- Reformierte Kirche
- Mihály-Tompa-Gedenkhaus (1983)
- Mihály-Tompa-Denkmal

## Verkehr
In Kelemér treffen die Landstraße Nr. 2601 und Nr. 2602 aufeinander. Es bestehen Busverbindungen nach Gömörszőlős und Zádorfalva, sowie nach Bánréve und Putnok, wo sich die nächstgelegenen Bahnhöfe befinden.